# Georg Seubelt
Georg Seubelt  (* 7. April 1873 in Eisfeld; † 27. Oktober 1951 in München) war ein deutscher Verwaltungsjurist, Bezirksamtmann in Günzburg und  bayerischer Ministerialbeamter.

## Leben
Georg Seubelt studierte Rechtswissenschaften an der Friedrich-Alexander-Universität Erlangen-Nürnberg und promovierte dort am 1. Dezember 1895 mit der Dissertation „Die Erwerbs- und Wirtschafts-Genossenschaft - insbesondere die Rechte der einzelnen Genossenschafter - verglichen mit der Aktien-Gesellschaft“ zum Dr. jur. Er wurde Assessor bei der Regierung von Mittelfranken. Zum 1. Mai 1915 wurde er Nachfolger des Ludwig Wimmer als Leiter des Bezirksamts Günzburg. In diesem Amt blieb er – zum 1. November 1918 zum Regierungsrat ernannt –  bis zu seinem Weggang zum Staatsministerium für Landwirtschaft zum 1. Dezember 1919. 1921 zum Ministerialrat und 1929 zum Abteilungsleiter ernannt, wurde er 1934  Stellvertreter des Staatssekretärs Fritz Schuberth in der Leitung der Abteilung Landwirtschaft. Zum 1. Mai 1938 wurde Seubelt in den Ruhestand verabschiedet und von November des Jahres an als Ruhestandsbeamter wieder in seine Dienststelle einberufen. 1943 ging er definitiv in den Ruhestand.